# Пер Івар Мое
Пер Івар Мое (норв. Per Ivar Moe; нар. 11 листопада 1944, Олесунн) — норвезький ковзаняр, срібний призер Олімпійських ігор 1964, чемпіон світу в класичному багатоборстві (1965).

## Спортивна кар'єра
Пер Івар разом з мамою у віці 1 рік переїхав до Ліллегаммера, де з 10 років почав займатися ковзанярським спортом. У хлопця помітили талант, і у 17 років Мое переїхав до Осло для тренувань у спортивному клубі.
У віці 18 років Мое отримав першу медаль міжнародних змагань на чемпіонаті Європи в класичному багатоборстві 1963. На чемпіонаті світу в класичному багатоборстві 1963 Мое лідирував після трьох дистанцій, але після забігу на 10 000 м опинився лише на четвертому місці.
На Зимових Олімпійських іграх 1964 час Мое на дистанції 5000 м 7:38,6 став новим олімпійським рекордом часу для цієї дистанції і довго був кращим, але  Кнут Йоганнесен пробіг на 0,2 сек швидше, відкинувши Мое на друге місце. На дистанції 10 000 м Мое був 13-им.
Мое переміг на чемпіонаті Норвегії 1964, перервавши серію з семи поспіль чемпіонських титулів Йоганнесена, але на чемпіонаті світу 1964 він зайняв п'яте місце.
В 1965 році, у віці 20 років, Мое став чемпіоном світу.
У 1966 році Мое, який планував зайнятися банківською справою, вирішив зосередитись на навчанні і завершив спортивну кар'єру.